# Морски лъвове
Морските лъвове (Otariinae) са подсемейство Ушати тюлени, големи морски хищници от подразред Перконоги.

## Класификация
- Подсемейство Otariinae – Морски лъвове
  - Род Eumetopias
    - Eumetopias jubatus – Сивуч, северен морски лъв, дългоух тюлен

  - Род Zalophus
    - Zalophus californianus – Калифорнийски морски лъв
    - Zalophus japonicus (Zalophus californianus ssp.) – изчезнал около 1950 г.
    - Zalophus wollebaeki (Zalophus californianus ssp.) – Галапагоски морскки лъв

  - Род Otaria
    - Otaria flavescens – Патагонски (южноамерикански) морски лъв

  - Род Neophoca
    - Neophoca cinerea – Австралийски морски лъв

  - Род Phocarctos
    - Phocarctos hookeri – Новозеландски морски лъв, морски лъв на Хукър

## Общи сведения
За тях са характерни външните ушни миди, дългите предни плавници и способността да вървят на сушата с помощта на четирите си плавника, обръщайки задните плавници напред. Мъжките са доста по-едри от женските. Козината е груба. Имат малки нокти.

## Ареал и биотоп
Разпространени са в крайбрежните води в умерените до субполярни области на Тихия океан и в южната част на Атлантическия океан.

## Начин на живот и хранене
Морските лъвове, които са особено ловки във водата, се впускат подир група риби, застигат една от тях и бързо я поглъщат. Естествен враг на морските лъвове в природата са косатките, също така биват нападани и от акули.
Събират се на големи стада по време на размножителния период. Морските лъвове са предимно полигамни животни. Мъжките бранят агресивно своята територии и женски.